# Maar het leven leeft

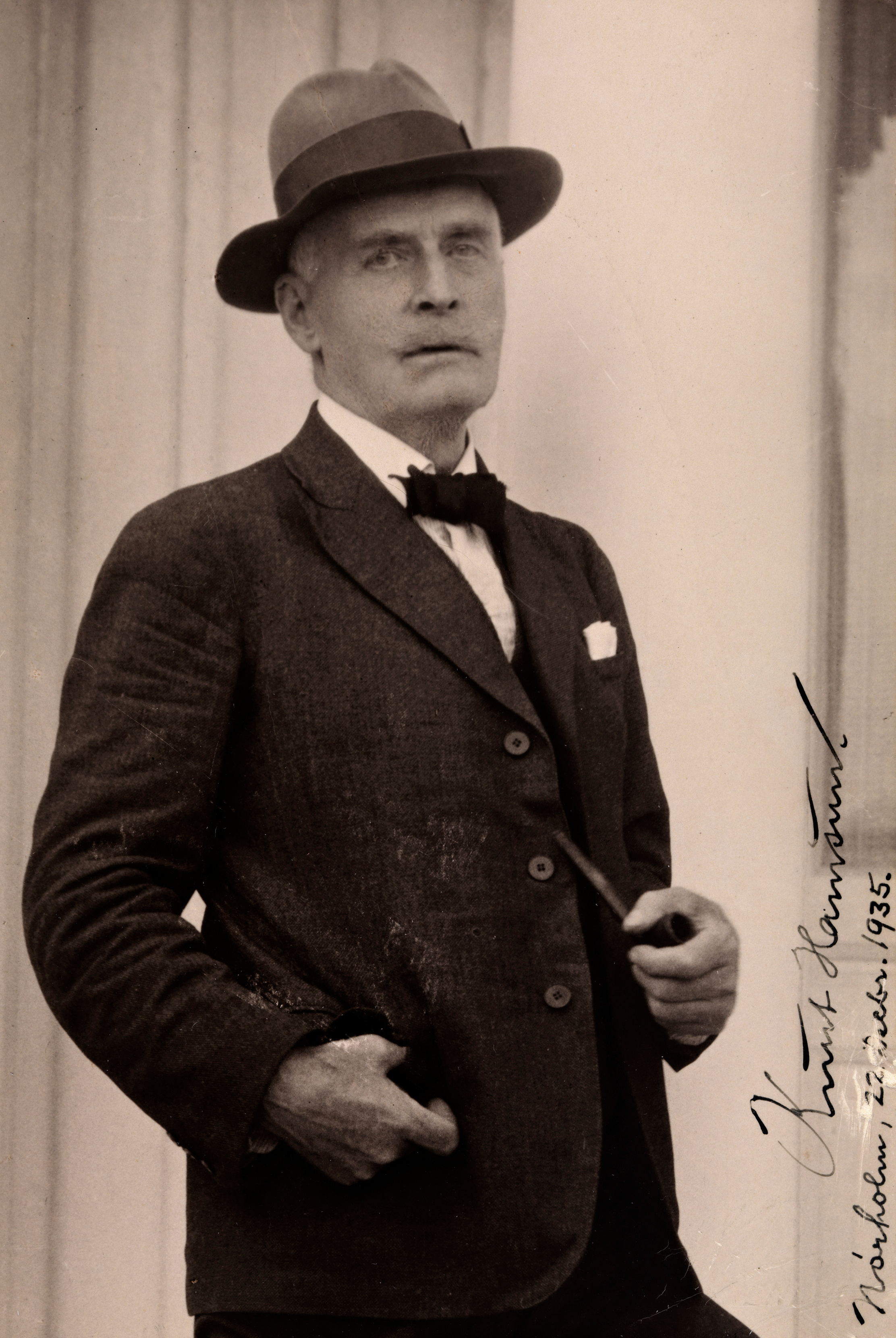
Knut Hamsun, 1935

Maar het leven leeft (Noors: „Men Livet lever“) is een roman van de Noorse schrijver en Nobelprijswinnaar Knut Hamsun, verschenen in 1933. Maar het leven leeft maakt samen met de romans Zwervers (1927) en August (1930) deel uit van Hamsuns zogenaamde “Zwerverstrilogie”. De streek waar de romans zich afspelen is wederom Noord-Noorwegen.

## De persoon August
De drie romans, die elk een afgerond geheel vormen, worden bijeen gehouden door de figuur van August. August is een roekeloze, goed van de tongriem gesneden humoristische volksjongen en avonturier, die overal waar hij verschijnt leven in de brouwerij brengt. Hij is een onverstoorbare optimist, met praktische talenten en een flinke dosis bluf die zijn gebreken en tekortkomingen moet verbergen. Als exponent van de “nieuwe tijd” heeft August voor Hamsun een sterke symboolfunctie: als aanstichter en later spil van die nieuwe tijd wordt hij uiteindelijk, zo schrijft Hamsun-kenner Amy van Marken, “tot haar dienende geest, in positieve zowel als negatieve zin”.

## 'Maar het leven leeft'
In Maar het leven leeft is August een bejaarde man geworden. Hij zet iedereen aan het werk, is opzichter van de arbeiders bij een wegenaanleg, trooster, leermeester, zakelijk en technisch adviseur van grootgrondbezitter Tidemand en de toegewijde vertrouweling van diens moeder in haar hartsperikelen. Zo veel goeds als hij voor anderen verricht, zo weinig bereikt hij voor zichzelf. Met zijn verliefdheid op een heel jong boerenmeisje maakt hij zichzelf alleen maar belachelijk. Met het geld dat hij in een loterij wint begint hij een dwaze handel in schapen, die uiteindelijk tot zijn dood leidt: bij het inspecteren van de schapenkudde wordt hij door de in paniek gebrachte beesten meegesleurd en in een ravijn gestort.
"Maar het leven leeft legt ontegenzeggelijk een flink stuk gedesillusioneerdheid en menselijke karikatuur bloot", schrijft Hamsun-kenner Amy van Marken, "maar straalt tegelijkertijd warmte, humor en medemenselijkheid uit en mondt –zoals zo vaak bij Hamsun- uit in een levensaanvaarding en verwondering over de menigvuldigheid van het menselijk bestaan op aarde".